# Nematoscelis difficilis
Nematoscelis difficilis är en kräftdjursart som beskrevs av Hansen 1911. Nematoscelis difficilis ingår i släktet Nematoscelis och familjen lysräkor. Inga underarter finns listade i Catalogue of Life.

## Bildgalleri

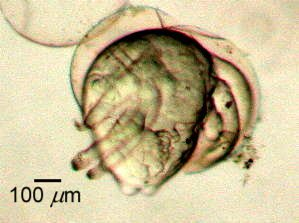
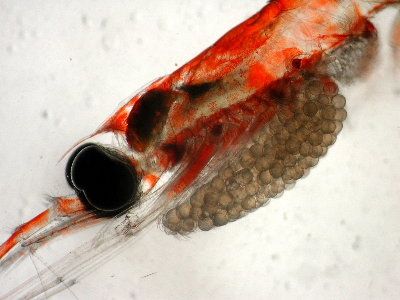